# Hoffman (Minnesota)
Hoffman é uma cidade localizada no estado americano de Minnesota, no Condado de Grant.

## Demografia
Segundo o censo americano de 2000, a sua população era de 672 habitantes.
Em 2006, foi estimada uma população de 647, um decréscimo de 25 (-3.7%).

## Geografia
De acordo com o United States Census Bureau tem uma área de
5,4 km², dos quais 5,4 km² cobertos por terra e 0,0 km² cobertos por água.

## Localidades na vizinhança
O diagrama seguinte representa as localidades num raio de 24 km ao redor de Hoffman.